# Edwardsburg
Edwardsburg är en ort (village) i Cass County i Michigan. Vid 2010 års folkräkning hade Edwardsburg 1 259 invånare.